# 名探偵コナン から紅の恋歌
『名探偵コナン から紅の恋歌』（めいたんていコナン からくれないのラブレター）は、2017年4月15日に公開されたアニメ映画で、劇場版『名探偵コナン』シリーズの21作目にあたる。上映時間は112分。興行収入は68億9,000万円を記録し、2017年邦画興行収入ランキング第1位を獲得した。キャッチコピーは「待っとれ 死んでも守ったる─」「ふたひらの運命を引き裂く哀しき歌―紅に染まる巡恋（チェインドラブ）ミステリー」。

## 概要
2016年11月30日発売の『週刊少年サンデー』2017年1号にて、本作の公開日とタイトルの発表およびティザービジュアルの公開が行われた。その後、同年12月9日に放送されたテレビスペシャル『名探偵コナン エピソード“ONE” 小さくなった名探偵』で本作の特報映像が放送され、その翌週の12月16日には公式YouTubeチャンネルでも公開された。
監督は前作に引き続き静野孔文、脚本は推理作家の大倉崇裕が手がけている。主な内容は、大阪や京都を舞台として百人一首が絡む事件に江戸川コナンと服部平次が挑むというもので、本作に登場する「自称・平次の婚約者」こと大岡紅葉は、今後の原作にも大きな影響を及ぼすと説明された。
ゲスト声優には、本作の舞台となる京都府出身である、宮川大輔（関根康史役）と吉岡里帆（枚本未来子役）が起用された。宮川はアニメ『名探偵コナン』放送終了後の6時30分から放送される『満天☆青空レストラン』で司会を務めており、このことも起用理由の一つになっている。以上の2名の他にも、ゲストキャラクターの声優に関西出身者が多く起用されている。
平次と遠山和葉は第17作『絶海の探偵』以来4年ぶりの登場で、劇場版には通算7回目の登場となる。平次と和葉がメインになる映画は第7作『迷宮の十字路』以来2度目で、本作のキャスト表記はコナン、毛利蘭、毛利小五郎と並んで太字表記になっている。さらに、毎年全国で行われる舞台挨拶でも、コナン役の高山みなみ、蘭役の山崎和佳奈、小五郎役の小山力也らに加え、平次役の堀川りょうと和葉役の宮村優子が出席した。
大岡紅葉と執事の伊織無我はテレビアニメに先行しての劇場版初登場となる。従来の原作キャラクターでは、平次の母親である服部静華、回想のみではあるが京極真が劇場版初登場となった。
大阪や京都などの関西圏が舞台となるのは第17作『絶海の探偵』以来で、コナンと平次が劇場版で直接対面するのは第10作『探偵たちの鎮魂歌』以来となる。平次や和葉と同様に、服部平蔵・遠山銀司郎と大滝悟郎も4年ぶりの登場となるが、本作以降の銀司郎は、2015年3月7日に死去した小川真司に代わりてらそままさきが担当。また、平蔵役も小山武宏から山路和弘に変更された。
これまで全ての劇場版に登場していた目暮警部が初めて登場しない作品である。また、目暮の部下である警視庁捜査一課の刑事たち（高木渉、佐藤美和子、白鳥任三郎、千葉和伸）も登場せず、本作で起こる事件は大阪府警と京都府警の合同捜査となっている。このため、京都府警の綾小路文麿も3年ぶりに登場した。
オープニング映像は概ね前作『純黒の悪夢』の演出を踏襲しているが、新一が幼児化したシーン以降の背景やテロップなどが一新され、本作に合わせて百人一首の札や書道などをあしらった和風のデザインとなっている。また、和葉役の宮村がオープニングのキャストクレジットで紹介されるのは本作が初であり、平次役の堀川も『探偵たちの鎮魂歌』以来の紹介となる。
エンドロールの終盤では、脚本としてシリーズに携わり前年に亡くなった古内一成が追悼されている。
公開当日にはテレビアニメで本作のプレストーリーである「消えた黒帯の謎」（第855話）が放送された。本エピソードで京極真がテレビアニメオリジナルエピソード初登場を果たし、原作に先駆けて彼の少年時代も描かれた。
本作の出来事は原作にも反映されており、同年発表の「紅の修学旅行」では、蘭、平次、和葉が紅葉と既に面識があることになっている。この際、本作で関わらなかった園子が紅葉や伊織と初対面となっている。さらに、これまで劇場版とプレストーリーのみのアニメオリジナルキャラクターだった綾小路文麿も、すでにコナン達と面識がある形で同シリーズに初登場を果たしている。
小学館ジュニア文庫から2017年4月13日に本作の小説版が発売され、これとは別に、脚本最終稿をベースにして脚本を担当した大倉が書き上げた『小説 名探偵コナン から紅の恋歌』が小学館文庫から2017年12月6日に発売された。前者は本編のノベライズだが、後者は原作的な小説である。また、2017年4月12日には「名探偵コナン 平次&和葉セレクション」も発売された。そして、本作では第9作『水平線上の陰謀』以来となる（パンフレットを除く）本作単独の解説本「名探偵コナンシネマガイド2017」が公開前の2017年4月5日に発売された。さらに、本作の公式ガイドも兼ねた「名探偵コナン 服部平次&遠山和葉 シークレットアーカイブス」も発売されている。
タイトルの「から紅」は漢字で唐紅と書き、紅葉のような濃い紅色または深紅を指す言葉で、六歌仙および三十六歌仙の1人である在原業平が詠んだ小倉百人一首の第17句「ちはやぶる 神代（かみよ）も聞（き）かず 竜田川（たつたがは） からくれなゐに 水（みづ）くくるとは」にも詠まれているフレーズである。また、同じく三十六歌仙の1人である平兼盛が詠んだ小倉百人一首の第40句「しのぶれど 色（いろ）に出（い）でにけり わが恋（こひ）は ものや思（おも）ふと 人（ひと）の問（と）ふまで」も和葉の恋心に関する歌になっており、予告編では和葉役の宮村がこの句を詠んでいる。さらに、崇徳院が詠んだ小倉百人一首の第77句「瀬（せ）をはやみ 岩（いは）にせかるる 滝川（たきがは）の われても末（すゑ）に 逢（あ）はむとぞ思（おも）ふ」も新一と蘭の恋心に関する歌として、予告編にて新一役の山口勝平と蘭役の山崎が詠んでいる。
次作『ゼロの執行人』以降は金曜日公開となったため、今作が最後の土曜日公開となった。
エピローグ後の次回作予告では、宇宙から見た日本列島の夜景をイメージした映像が、5秒前からのカウントダウンとともにライトアップされた首都圏へクローズアップして行き、カウントが0になったところで、安室透役の古谷徹の声による「ゼロ」という呟きと同時に首都圏の灯りが消えた直後、次回作の製作および公開の決定が告知された。その後、2017年11月26日午前0時より劇場版公式Twitterアカウントにて「3」から始まるカウントダウンが行われ、「0」になる同年11月29日午前0時に、公安警察をテーマに安室透がメインとなる『名探偵コナン ゼロの執行人』のタイトルとキービジュアルが発表された。

## ストーリー
コナンと蘭、少年探偵団一行は、百人一首の団体「皐月会（）」の会長である阿知波研介との対談を行う小五郎に同行し、皐月会が主催する大会「高校生皐月杯」が行われる日売テレビを訪れる。そこでコナン達は服部平次や遠山和葉と合流し、彼らと同じ改方学園の大会出場者である枚本未来子に出会う。大会のリハーサル収録を見学し終えて控え室に向かう途中で、百人一首の高校生チャンピオンの大岡紅葉と対面したコナン達は、彼女が平次を見るなり「ウチの未来の旦那さん」と呟いたことに驚く。
その頃、大阪府警に「日売テレビを爆破する」との爆破予告が届き、日売テレビでは予告通り大爆発が起こる。一同は命辛々脱出するが、未来子は爆破によって腕を骨折してしまい、代わりに和葉が皐月杯に出場することになる。さらに「皐月杯で勝ったほうが平次に告白する権利を得る」という挑戦状を紅葉に叩き付けられ、和葉は奮起。その夜からかるたの猛特訓を行い、平次の依頼で駆け付けた平次の母で元クイーンの服部静華に師事し、徹底的にかるたの腕を磨いていく。
ほどなくして皐月会メンバーである矢島俊弥の死の報が入り、コナン、平次、小五郎は京都・東山の現場に駆けつける。矢島が殺される直前に見ていたテレビの電源を入れると、そこには紅葉の姿が映し出されていた。その後、皐月会メンバーの関根康史が現場に到着する。翌日、矢島邸での言動に疑問を抱いた平次とコナンは関根を問い詰めるが、関根は乗っていた車を爆破され、意識不明の状態となる。一方、皐月会に恨みを持つ人物として、かつて存在した百人一首の団体・名頃会のリーダーであった名頃鹿雄の名が浮上する。コナンと平次は、名頃が失踪した5年前に何があったのかを阿知波に問い質す。
その後、阿知波会館では大阪府警と京都府警による厳重な警備体制の下で皐月杯が開催される。和葉と紅葉が順調にトーナメントを勝ち進み、決勝の行われる皐月堂へ阿知波と共に向かうが、ほぼ時を同じくして敷地内の倉庫が爆発する。皐月堂が犯人の標的であることに気付いた平次とコナンは、バイクに乗って皐月堂へ急ぐ。
皐月堂では、阿知波を読手として和葉と紅葉による決勝戦が行われていた。2人の試合は熾烈を極め、運命戦にまでもつれ込む。その瞬間、バイクに乗った平次とコナンが皐月堂に飛び込み、皐月堂の火はコナンの機転により鎮火する。
コナンと平次は一連の事件の犯人は阿知波だと推理する。観念した阿知波は真相を話し、皐月堂に仕掛けた爆弾を起爆しようとするが、紅葉に5年前の事件の真相を聞かされると、起爆装置を床に落とす。5人は今にも崩壊しそうな皐月堂からの避難を試みるが、平次と和葉を残してエレベーターが落ちてしまう。平次は和葉をバイクの後ろに乗せ、皐月堂に仕掛けられていた爆弾とコナンの助けを利用して脱出に成功する。
後日、紅葉には負けてしまったものの、自身の得意札である『しのぶれど』は取れたことを、和葉はホテルのエントランスで蘭に報告する。そこへ、平次に告白するために紅葉が現れ、幼い頃「嫁に取ってやる」と平次に言われたと主張するが、「（札を）強めに取ってやる」の聞き違いだったことが判明し、紅葉はブライダルカー仕様の車で去っていった。

## 登場人物

### レギュラーキャラクター

#### メインキャラクター
本作の物語の中心となる登場人物。
江戸川 コナン（えどがわ コナン）
声 - 高山みなみ
本作の主人公。本来の姿は「東の高校生探偵」として名を馳せる工藤新一だが、黒ずくめの組織に飲まされた毒薬・APTX4869の副作用で小学生の姿になっている。
サッカーは並の高校生を超えた天才的な実力の持ち主で、本作でもその能力を生かして危機を乗り越え、平次と共に事件の解明に奔走する。
コナンとしては和葉のことを和葉のことを「和葉姉ちゃん」と呼ぶが、新一としては「和葉ちゃん」と呼ぶ。
服部 平次（はっとり へいじ）
声 - 堀川りょう / 比嘉久美子（幼少時代）
本作のキーパーソン。「西の高校生探偵」として有名で、新一とは「東の工藤・西の服部」と並び称されるライバルにして親友。コナンの正体を新一と知る数少ない人物の1人。大阪府警の強豪を全て倒せるほどの剣道の達人。
本作において、幼少の頃にかるたが得意だったことが判明する。
遠山 和葉（とおやま かずは）
声 - 宮村優子
本作のヒロインにしてキーパーソン。平次の幼馴染かつガールフレンド。平次に好意を持っており、その想いを伝えようとするも上手く伝えられていない。蘭とも仲が良い。合気道部に所属しており有段者でもある。
人数合わせの「ゾンビ部員」であるものの、かるた部にも兼部していることが明らかとなり、成り行きで百人一首の大会に初出場することとなる。
大岡 紅葉（おおおか もみじ）
声 - ゆきのさつき
本作のキーパーソンで、京都泉心高校の2年生。百人一首の団体「皐月会」に所属し、高校生の百人一首チャンピオンで「未来のクイーン」と称される。競技かるたで鍛えた鋭い聴覚を持つ。平次を「未来の旦那さん」と呼び、子供の頃に平次と「指切り」をした時の写真を「御守り」として肌身離さず持ち歩いている。
自身の名前が紅葉であることから、平次を巡る恋のライバルである和葉のことを「葉っぱちゃん」と呼ぶが、和葉の居ない所では彼女の事を気に掛けてもいる。服部静華を旧姓の池波（いけなみ）静華で呼び、競技かるたの元クイーンであることを認識している一方で、静華が平次の母であることは知らない。
文庫版では犯人に命を狙われており、高速道路で犯人に狙われたり、自宅を2人組の警察官に襲われたりしている。

#### その他のレギュラーキャラクター
毛利 蘭（もうり らん）
声 - 山崎和佳奈
原作・テレビアニメ本編のヒロイン。新一の幼馴染かつガールフレンドで、関東大会で優勝するほどの空手の達人。
新一から想いを伝えられているが、その返事はまだ出来ておらず、本作でも想いを伝えられた時のことを回想するシーンがある。
競技かるた大会に出場する和葉に協力する。
毛利 小五郎（もうり こごろう）
声 - 小山力也
「眠りの小五郎」の異名で知られる私立探偵。蘭の父親でコナンの保護者。元警視庁捜査一課強行犯係の刑事。
第17作『絶海の探偵』ぶりに「眠りの小五郎」で推理を披露している。
工藤 新一（くどう しんいち）
声 - 山口勝平
コナンの本来の姿である高校生探偵。
蘭の回想シーンにおいて、APTX4869の解毒薬で一時的に元の姿に戻った新一が、ロンドンで蘭に告白した時の様子が描かれている。
本作のポスターではジャケットを着用しているが、帝丹高校の制服とは異なるデザインになっている（黄緑色のネクタイもしていない）。
灰原 哀（はいばら あい）
声 - 林原めぐみ
元黒の組織の一員かつAPTX4869の開発者で、コナンの正体を新一と知る数少ない人物の1人。
関西地方には向かっていないが、矢島俊弥が殺害された現場に残っていたかるたの解析や、データ調査等の情報収集で、コナンと平次に陰ながら協力している。
阿笠 博士（あがさ ひろし）
声 - 緒方賢一
コナンの正体を新一と知る数少ない人物の1人で、発明家。
本作では灰原と共に米花町に残っており、第17作『絶海の探偵』ぶりにコナンや少年探偵団と直接会っていない。しかし、彼の開発したシステムを灰原が使用して事件の調査に貢献している。ダジャレクイズは中盤で電話越しに出題。
文庫版では、コナンに通信機と超小型盗聴器を与える形で協力している。
鈴木 園子（すずき そのこ）
声 - 松井菜桜子
蘭の同級生で親友。鈴木財閥の令嬢で、蘭や新一とは幼馴染でもある。蘭と新一を通じて、遠山和葉・服部平次とも友人関係。
本作のプレストーリーで起きた事件の際に風邪を引いてしまったため、コナンと京極と共にUSJで蘭と合流した後、大阪府内の病院で入院してから東京の自宅に送り返される羽目になった。ただし、和葉が競技かるたの特訓を始めることを蘭から聞いた際には、和葉が特訓に費やす時間を多く持てるよう、彼女達が宿泊するホテルの手配を鈴木財閥に依頼した。
吉田 歩美（よしだ あゆみ）、小嶋 元太（こじま げんた）、円谷 光彦（つぶらや みつひこ）
声 - 岩居由希子（歩美）、高木渉（元太）、大谷育江（光彦）
少年探偵団の3人。
歩美の素直な性格は本作でも表れており、和葉が紅葉から平次との関係を聞かれた際に、横から「好きなんだよね」と笑顔で答えている。一方で、和葉と紅葉の女の対決も敏感に感じ取っている。
「食欲の秋」故か、元太は千枚漬けを鷲掴みにして食べる行為を見せた事で、コナンに皐月杯の決勝戦で使用するかるたの側面に付着した血痕の存在を気付かせることになる。
伊織 無我（いおり むが）
声 - 小野大輔
大岡家の執事。常に紅葉の傍らで控えており、彼女の指示で平次の素行を調査している。原作では「謎解きは喫茶ポアロで」で初登場。
服部 静華（はっとり しずか）
声 - 勝生真沙子
平次の母親で、服部平蔵の妻。夫や息子同様に剣道の達人。
本作では競技かるたの元クイーンであることが判明し、平次に頼まれて和葉に競技かるたの個人指導を行う。
綾小路 文麿（あやのこうじ ふみまろ）
声 - 置鮎龍太郎
京都府警捜査一課警部。コナンと平次の捜査に協力する。
文庫版では、関根襲撃の際に大勢の警察官を引き連れて高速道路を包囲したり、京都府警のヘリを手配したりするなどの描写がある。さらに、関根に事情聴取を行う刑事も、本編では大滝だが、文庫版では綾小路に変更されている。
大滝 悟郎（おおたき ごろう）
声 - 若本規夫
大阪府警捜査一課強行犯捜査係の警部。
本作で終盤に行動を共にする刑事は、劇場版では綾小路だが、文庫版では大滝になっている。また、捜査情報を平次やコナンに伝えているほか、警備と監視を兼ねて、刑事を覆面パトカーと思われる車に乗せている。
服部 平蔵（はっとり へいぞう）
声 - 山路和弘
平次の父親で大阪府警本部長。平次を上回る推理力の持ち主。剣道も有段者の腕前。
遠山 銀司郎（とおやま ぎんしろう）
声 - てらそままさき
和葉の父親で大阪府警察刑事部長。平蔵とは幼なじみかつ親友で、右腕として信頼を寄せられている。
京極 真（きょうごく まこと）
声 - 檜山修之
園子の彼氏。杯戸高校空手部主将で世界中を武者修行で旅している。
劇場版は本作が初登場だが、本編では園子の回想シーンに登場するのみとなっている。ただし、本作のプレストーリーには本人が登場している。本格的な登場は、第23作『紺青の拳』からである。

### オリジナルキャラクター

#### 皐月会
枚本 未来子（ひらもと みきこ）
声 - 吉岡里帆
百人一首の団体「皐月会」に所属する。平次や和葉と同じ改方学園の2年生で、かるた部の主将を務める。
かるた部に和葉を誘った張本人で、廃部の危機を回避するため、日々練習に打ち込んでいる努力家。昨年は高校生皐月杯争奪戦のベスト4まで進んでいる。
平次・和葉と共に日売テレビの爆破事件に巻き込まれて右腕を負傷してしまい、出場予定だった今年の高校生皐月杯の辞退を余儀なくされている。
関根 康史（せきね こうじ）
声 - 宮川大輔
「皐月会」に所属するカメラマン。元々は「名頃会」に所属していたが、名頃失踪時に紅葉と共に「皐月会」へ移った。紅葉と同じく現在も失踪した名頃を慕っている。かるたの腕前はトップクラスで、名人の座を狙っている。日売テレビの爆発事件の際には連絡が取れなかったほか、最初の殺人事件の現場に現れるなど謎の行動が多い。
中盤で犯人に車を爆破されてから出番はなかったが、終盤では病室での様子がわずかに描かれている。
阿知波 研介（あちわ けんすけ）
声 - 阪脩
「皐月会」の会長。妻・皐月の死後に会長となった。かるたでは自身もかなりの腕前を持っているものの、札の読み手の方が好きで:28頁、皐月杯の決勝戦では読手を務める。
一代で財を築き上げた不動産会社「阿知波不動産」の社長でもあり、「浪速の不動産王」の異名を持つ。さらに、小五郎との対談の様子も文庫版で描かれている。
文庫版では、「阿知波不動産」を経営していた頃に香港で海江田と知り合い、意気投合したことが明かされている。
阿知波 皐月（あちわ さつき）
声 - 吉田美保
研介の妻。20年前に「皐月会」を創設し、その初代会長を務めていたが、3年前に病死している。マスコミを味方に付けた名頃に対戦を挑まれるものの、名頃が対戦日に現れず不戦勝となった。
矢島 俊弥（やじま としや）
声 - 石川英郎
「皐月会」会員。灘の造り酒屋「矢島酒造」の次男で:29頁、京都の豪邸に1人で住んでいる。皐月杯には2年連続で優勝している。
阿知波や小五郎と対談をする予定だったが、自宅で皐月会の決勝戦を録画したDVDの鑑賞中に撲殺される。
文庫版ではある人物から、薄汚い強請屋だったことが明かされた。また、死亡推定時刻も異なっている。

#### 名頃会
名頃 鹿雄（なごろ しかお）
声 - 一条和矢
京都を拠点にする少数精鋭の競技かるた団体「名頃会」の代表。紅葉の師匠であり、得意札は自身の名前が「鹿雄」であるとの理由で「紅葉」が歌われた札である。競技かるたの実力はトップクラスで、紅葉をはじめ弟子からは厚く慕われている。
「皐月会」をライバル視しており、5年前に阿知波皐月に試合を申し込むが、試合当日に現れず不戦敗となり、以来行方不明になっている。

#### 阿知波研介の秘書・元秘書
海江田 藤伍（かいえだ とうご）
声 - 石井康嗣
阿知波研介の元秘書。阿知波の右腕として有名だが、現在は秘書を辞めており、行方不明ということになっている。「阿知波不動産」の裏の部分を一手に担ってきた切れ者と噂されており:29頁、親指には大きな指輪を付けている。文庫版では活躍シーンが増えており、大阪府警の刑事をライダースーツを着たままいとも簡単に殴り倒したり、剣道の名手である平次と激闘を繰り広げたりした。
本編では、阿知波（文庫版では皐月）会館の防災システムルームに侵入して、警察官を気絶させたのち防災設備をシャットダウンさせたが、文庫版ではダイナマイトを積んだ軽トラックで通用口から入った描写に変更されている。死に様も文庫版と本編では異なっている。また予告状を送り付けた手段は、本編では紙の送付だが、文庫版では電話で伝えている。
秘書
声 - 斎賀みつき
阿知波の女性秘書。

#### 日売テレビ
プロデューサー
声 - 大西健晴
緊急の避難警告が発令された直後、ADにテレビ局を見回るよう指示を出す。
警備員
声 - 高塚正也
日売テレビにいた男性警備員。スタジオ内に残っていた未来子や平次達と一緒に避難する最中、爆発に巻き込まれてしまい、未来子や爆発物処理班と共に脱出した。
AD
声 - こぶしのぶゆき
プロデューサーからの指示を受けて日売テレビ内を見回り、テレビ局に爆破予告があったことを伝えた。
アナウンス
声 - 進藤尚美
日売テレビ内で流れたアナウンスの音声。緊急避難警告を読み上げた。

#### その他
和智 佐和子
紅葉の「高校生皐月杯」での対戦相手。本編でのセリフはないが、文庫版では皐月会館の建物の構造を説明している。
警官
声 - 福島潤
阿知波会館の警備を担当した刑事。物置小屋の前にいたコナンと平次を制止した。
読み上げ機の声
声 - 木本景子
演じる木本は、プロモーションコラボした『ちはやふる』のアニメと実写映画の両方で読み手の役割を務めている。

## スタッフ
- 原作 - 青山剛昌
- 監督・絵コンテ・演出 - 静野孔文
- 助監督 - 永岡智佳
- 製作 - 久保雅一、小石川伸哉、中山良夫、都築伸一郎、大田圭二、鈴木義治
- 脚本 - 大倉崇裕
- 絵コンテ協力 - 寺岡巌、金井次朗、永岡智佳、工藤隆光
- 演出 - 菅井嘉浩、濁川敦、篠原啓輔
- キャラクターデザイン・総作画監督 - 須藤昌朋
- 作画監督 - 岩井伸之、清水義治、堀内博之、野武洋行、高橋成之、岩佐裕子、広中千恵美、飯田清貴、徳田夢之介
- 作画監督補佐 - 吉見京子、三浦雅子、本吉晃子、井元愛夕、福永智子、中島里恵、大高美奈、高橋恒星
- アクション作画監督 - 金井次朗、椛島洋介、安藤義信、寺岡巌
- 色彩設計・色指定・仕上検査 - 中尾総子
- 特殊効果 - 林好美
- 美術監督 - 福島孝喜、佐藤勝、石垣努
- 3D背景ディレクター - 長谷川弘行
- 撮影監督・メインタイトルCGアニメーション - 西山仁
- CG監督 - 松倉大樹、齋藤裕允
- 編集 - 岡田輝満
- 音響監督 - 浦上靖之、浦上慶子
- 音響効果 - 横山正和、横山亜紀、山田香織
- 音楽プロデューサー - 近藤貴郎、大野久子
- 音楽 - 大野克夫
- ストーリーエディター - 飯岡順一
- マーチャンダイズ・ディレクター - 小沼俊
- 企画プロデュース - 浅井認、諏訪道彦、小島哲
- アニメーションプロデューサー - 三浦陽児
- プロデューサー - 近藤秀峰、米倉功人、石山桂一
- アニメーション制作 - TMS / V1 Studio
- 協力 - 一般社団法人 全日本かるた協会、東京東会、ホテルニューオータニ大阪
- 特別協力 - ゲオ、hulu
- 製作 - 「名探偵コナン」製作委員会（小学館、読売テレビ、日本テレビ、ShoPro、東宝、トムス・エンタテインメント）
- 配給 - 東宝

## 音楽

### 主題歌
倉木麻衣「渡月橋 〜君 想ふ〜」
作詞 - 倉木麻衣 / 作曲・編曲 - 徳永暁人
倉木が劇場版作品の主題歌を担当するのは第13作『漆黒の追跡者』以来8年ぶりで4度目となる。前作『純黒の悪夢』の主題歌「世界はあなたの色になる」では行われなかったが、名探偵コナンの映画主題歌としては2年ぶりに『ミュージックステーション』で2度披露された。12月22日放送の『ミュージックステーションスーパーライブ2017』で披露され、『スーパーライブ』で名探偵コナンの映画主題歌が披露されたのは2年ぶり2回目となった。また、12月31日には『第68回NHK紅白歌合戦』でも歌唱された。『名探偵コナン』の関連楽曲が『紅白』で歌われるのは、オープニング・エンディング・映画主題歌を含め、放送開始から22年にして初となった。
本楽曲はテレビアニメのエンディングとしても使用された（2017年10月7日放送の第876話～2017年12月23日放送の第886話）。劇場版主題歌がエンディングとして使用されるのは、「世界はあなたの色になる」に引き続き2年連続である。

### サウンドトラック

#### 収録曲
| 全作曲: 大野克夫（★付きは宮澤謙編曲）。 |                                                        |       |                                |      |
| #                                       | タイトル                                               | 作詞  | 作曲・編曲                     | 時間 |
| 1.                                      | 「忍びよる影」                                         |       | 大野克夫 （★付きは宮澤謙編曲） | 0:44 |
| 2.                                      | 「クライム」                                           |       | 大野克夫 （★付きは宮澤謙編曲） | 0:41 |
| 3.                                      | 「小倉百人一首」                                       |       | 大野克夫 （★付きは宮澤謙編曲） | 0:52 |
| 4.                                      | 「★名探偵コナン メイン・テーマ（から紅ヴァージョン）」 |       | 大野克夫 （★付きは宮澤謙編曲） | 3:06 |
| 5.                                      | 「あこがれのカルタ」                                   |       | 大野克夫 （★付きは宮澤謙編曲） | 0:46 |
| 6.                                      | 「いつもの小五郎」                                     |       | 大野克夫 （★付きは宮澤謙編曲） | 0:12 |
| 7.                                      | 「状況説明」                                           |       | 大野克夫 （★付きは宮澤謙編曲） | 1:09 |
| 8.                                      | 「殺人現場」                                           |       | 大野克夫 （★付きは宮澤謙編曲） | 0:20 |
| 9.                                      | 「一色即発」                                           |       | 大野克夫 （★付きは宮澤謙編曲） | 0:37 |
| 10.                                     | 「和葉の追求」                                         |       | 大野克夫 （★付きは宮澤謙編曲） | 0:37 |
| 11.                                     | 「事態発生」                                           |       | 大野克夫 （★付きは宮澤謙編曲） | 0:51 |
| 12.                                     | 「全員退避!」                                          |       | 大野克夫 （★付きは宮澤謙編曲） | 1:42 |
| 13.                                     | 「守るべきもの」                                       |       | 大野克夫 （★付きは宮澤謙編曲） | 0:48 |
| 14.                                     | 「爆発」                                               |       | 大野克夫 （★付きは宮澤謙編曲） | 0:39 |
| 15.                                     | 「避難誘導」                                           |       | 大野克夫 （★付きは宮澤謙編曲） | 0:30 |
| 16.                                     | 「逃げる二人」                                         |       | 大野克夫 （★付きは宮澤謙編曲） | 1:00 |
| 17.                                     | 「ブラスター・ブラス」                                 |       | 大野克夫 （★付きは宮澤謙編曲） | 0:43 |
| 18.                                     | 「崩壊」                                               |       | 大野克夫 （★付きは宮澤謙編曲） | 0:26 |
| 19.                                     | 「危機」                                               |       | 大野克夫 （★付きは宮澤謙編曲） | 0:48 |
| 20.                                     | 「★走れコナン」                                        |       | 大野克夫 （★付きは宮澤謙編曲） | 1:28 |
| 21.                                     | 「やすらぎの時」                                       |       | 大野克夫 （★付きは宮澤謙編曲） | 0:49 |
| 22.                                     | 「悲しみのエチュード」                                 |       | 大野克夫 （★付きは宮澤謙編曲） | 1:12 |
| 23.                                     | 「双葉の調べ」                                         |       | 大野克夫 （★付きは宮澤謙編曲） | 1:18 |
| 24.                                     | 「宣戦布告」                                           |       | 大野克夫 （★付きは宮澤謙編曲） | 0:26 |
| 25.                                     | 「おもひで」                                           |       | 大野克夫 （★付きは宮澤謙編曲） | 0:22 |
| 26.                                     | 「ヘビー・ムーブメント」                               |       | 大野克夫 （★付きは宮澤謙編曲） | 0:24 |
| 27.                                     | 「現場確認」                                           |       | 大野克夫 （★付きは宮澤謙編曲） | 1:21 |
| 28.                                     | 「気づいた二人」                                       |       | 大野克夫 （★付きは宮澤謙編曲） | 1:24 |
| 29.                                     | 「新たな情報」                                         |       | 大野克夫 （★付きは宮澤謙編曲） | 1:25 |
| 30.                                     | 「和やかな時」                                         |       | 大野克夫 （★付きは宮澤謙編曲） | 0:44 |
| 31.                                     | 「ファンファーレ2017」                                 |       | 大野克夫 （★付きは宮澤謙編曲） | 0:09 |
| 32.                                     | 「阿笠博士の段」                                       |       | 大野克夫 （★付きは宮澤謙編曲） | 0:44 |
| 33.                                     | 「平次と和葉」                                         |       | 大野克夫 （★付きは宮澤謙編曲） | 1:17 |
| 34.                                     | 「静華の調べ」                                         |       | 大野克夫 （★付きは宮澤謙編曲） | 0:45 |
| 35.                                     | 「夜のティータイム」                                   |       | 大野克夫 （★付きは宮澤謙編曲） | 0:18 |
| 36.                                     | 「密かな見送り」                                       |       | 大野克夫 （★付きは宮澤謙編曲） | 0:23 |
| 37.                                     | 「蘭の気づかい」                                       |       | 大野克夫 （★付きは宮澤謙編曲） | 0:30 |
| 38.                                     | 「深まる謎」                                           |       | 大野克夫 （★付きは宮澤謙編曲） | 2:19 |
| 39.                                     | 「小五郎の追求」                                       |       | 大野克夫 （★付きは宮澤謙編曲） | 0:50 |
| 40.                                     | 「皐月堂」                                             |       | 大野克夫 （★付きは宮澤謙編曲） | 0:59 |
| 41.                                     | 「また事件が、、、」                                   |       | 大野克夫 （★付きは宮澤謙編曲） | 1:00 |
| 42.                                     | 「阿知波の回想」                                       |       | 大野克夫 （★付きは宮澤謙編曲） | 1:14 |
| 43.                                     | 「失踪の謎」                                           |       | 大野克夫 （★付きは宮澤謙編曲） | 1:31 |
| 44.                                     | 「紅葉に吹く嵐」                                       |       | 大野克夫 （★付きは宮澤謙編曲） | 1:14 |
| 45.                                     | 「二人の推理」                                         |       | 大野克夫 （★付きは宮澤謙編曲） | 1:07 |
| 46.                                     | 「運命の百人一首」                                     |       | 大野克夫 （★付きは宮澤謙編曲） | 0:36 |
| 47.                                     | 「おもひではふたたび」                                 |       | 大野克夫 （★付きは宮澤謙編曲） | 0:30 |
| 48.                                     | 「蘭と若葉」                                           |       | 大野克夫 （★付きは宮澤謙編曲） | 0:53 |
| 49.                                     | 「平次と和葉 II」                                      |       | 大野克夫 （★付きは宮澤謙編曲） | 0:56 |
| 50.                                     | 「それぞれの思い」                                     |       | 大野克夫 （★付きは宮澤謙編曲） | 0:46 |
| 51.                                     | 「タッチパネル」                                       |       | 大野克夫 （★付きは宮澤謙編曲） | 0:18 |
| 52.                                     | 「★試合会場」                                          |       | 大野克夫 （★付きは宮澤謙編曲） | 1:31 |
| 53.                                     | 「モニタリング」                                       |       | 大野克夫 （★付きは宮澤謙編曲） | 0:28 |
| 54.                                     | 「ダーク・ムーブメント」                               |       | 大野克夫 （★付きは宮澤謙編曲） | 0:41 |
| 55.                                     | 「リアル・ターゲット」                                 |       | 大野克夫 （★付きは宮澤謙編曲） | 1:25 |
| 56.                                     | 「★大炎上」                                            |       | 大野克夫 （★付きは宮澤謙編曲） | 1:52 |
| 57.                                     | 「★コナンと平次の推理」                                |       | 大野克夫 （★付きは宮澤謙編曲） | 2:13 |
| 58.                                     | 「から紅の謎解き」                                     |       | 大野克夫 （★付きは宮澤謙編曲） | 0:59 |
| 59.                                     | 「哀しい出来事」                                       |       | 大野克夫 （★付きは宮澤謙編曲） | 1:21 |
| 60.                                     | 「紅葉の真実」                                         |       | 大野克夫 （★付きは宮澤謙編曲） | 1:14 |
| 61.                                     | 「★コナン・レスキュー」                                |       | 大野克夫 （★付きは宮澤謙編曲） | 2:01 |
| 62.                                     | 「恋歌」                                               |       | 大野克夫 （★付きは宮澤謙編曲） | 0:34 |
| 63.                                     | 「双葉の調べ II」                                      |       | 大野克夫 （★付きは宮澤謙編曲） | 0:48 |
| 64.                                     | 「タッチ」                                             |       | 大野克夫 （★付きは宮澤謙編曲） | 0:18 |
| 65.                                     | 「めぐりあひて、、、」                                 |       | 大野克夫 （★付きは宮澤謙編曲） | 0:47 |
| 合計時間:                               | 合計時間:                                              | 62:25 |                                |      |

## 映像ソフト
- DVD - 2017年10月4日発売（初回限定特別盤・同日発売）[46]
- BD - 2017年10月4日発売（初回限定特別盤・同日発売）[47]

## プロモーション
本作では「CONAN LOVES PROJECT」と題し、「コナンがあなたの大切な恋を応援する」という趣旨のプロジェクトが展開された。
ユニバーサル・スタジオ・ジャパンでは、本作のプロローグと位置付けられたリアル脱出ゲームが『名探偵コナン・ザ・エスケープ 〜追憶の導火線〜』（めいたんていコナン・ザ・エスケープ ついおくのファイア・コード）のタイトルで、2017年1月13日から開催されており、同年5月28日までの開催を予定していたが、好評になったことを受けて6月25日までに延長された。
2017年1月18日には、本作のポスタービジュアルが公開された。
2月16日には、ゲスト声優として宮川大輔と吉岡里帆が出演することが発表された。
2月23日にTOHOシネマズ六本木ヒルズにて開催されたX JAPANのドキュメンタリー映画『We Are X』の完成披露ジャパンプレミアでは、「紅」という言葉に反応したコナンが駆け付けたという設定でコナンが会場に現れ、一緒にXポーズを披露した。
3月1日には、主題歌が倉木麻衣の「渡月橋 〜君 想ふ〜」であることが発表され、彼女が『名探偵コナン』の主題歌を歌うのは21回目で最多となり、同一作品の主題歌の最多記録としてギネス世界記録に申請する予定であることも同時に発表された。また、同日には新たな予告編も公開された。
ホワイトデーにあたる3月14日に公開された「恋歌ムービー〜下の句〜」は、バレンタインデーの同年2月14日に公開された「恋歌ムービー〜上の句〜」と対になっており、2つの動画を同時に再生すると「コナンと蘭」「平次と和葉」のトークの一部が掛け合いの形になっている。
3月23日に発売された『CanCam』5月号には、実際に役所への提出が可能な婚姻届「から紅の婚姻届（マリッジコード）」が付録として付いている。
4月1日には、本作品では平次にスポットがあたっていることから、エイプリルフールのキャンペーンとして漫画やテレビアニメ、本作品の公式サイトで『名探偵コナン』のタイトルが『名探偵ヘイジ』に変更された。
4月7日（4月8日未明）には、読売テレビで放送された『キューン!』にて本作が紹介され、コナンの着ぐるみが高山みなみの声入りでスタジオに登場した。読売テレビをモデルにした日売テレビの社屋が爆破されてしまうシーンや、宮川と吉岡の公開アフレコイベントなども紹介されたが、コナンの着ぐるみはこの出演用にあらかじめ高山に録音してもらっていた台詞以外はしゃべれないため、出演者のアドリブにあわてる一幕もあった。
4月9日には、公開記念特番「宮川大輔&吉岡里帆が秘めし想いを詠み解く!」が放送された。
公開2日前となる4月13日には、原作者の青山剛昌が『ちはやふる』の原作者・末次由紀と対談を行い、1つの色紙にコラボイラストを描くというイベントも行われた。イラストでは『ちはやふる』のかるたクイーン・若宮詩暢と本作での百人一首の高校生チャンピオン・大岡紅葉が向き合いライバル心を燃やしているところを、コナンと『ちはやふる』の綾瀬千早があたふたしながら見守る場面が描かれている。
6月16日には東京・TOHOシネマズ新宿で、同年6月23日には東京・池袋HUMAXシネマズでそれぞれ応援上映が実施された。

## 興行成績
全国368スクリーンで公開され、2017年4月15日と翌16日の初日2日間で観客動員数98万7,568人、興行収入12億8,692万8,000円に達し、最終興行収入63億3,000万円の前作『純黒の悪夢』との初動興行収入の対比で106.4%に及ぶシリーズ過去最高を記録し、興行通信社の調査による映画観客動員ランキングで初登場第1位となった。
公開2週目の週末となる2017年4月22日と翌23日の2日間では、観客動員数58万人、興行収入7億4,800万円を記録し、興行通信社の調査による映画観客動員ランキングで2位となった他、公開から2週の累計では観客動員数が212万956人、興行収入が27億5,553万3,600円を記録し、興収30億円間近となった。
公開から4週が経過した2017年5月8日の時点の累計で観客動員数が420万9,975人、興行収入が53億9,318万4,100円を記録した。
公開5週目の週末となる2017年5月13日と翌14日の2日間では、観客動員数19万人、興行収入2億4,300万円を記録し、興行通信社の調査による映画観客動員ランキングで2位となった他、公開から5週の累計では観客動員数が454万35人、興行収入が58億2,056万2,100円を記録し、シリーズ最高興収となる前作『純黒の悪夢』までおよそ5億円というところまで迫った。
公開6週目の週末となる2017年5月20日と翌21日の2日間では、観客動員数12万3,000人、興行収入1億6,100万円を記録。興行通信社の調査による映画観客動員ランキングでは5週連続で2位を維持し、累計興収は61億円を突破した。
公開7週目の週末となる2017年5月27日と翌28日の2日間では、観客動員数8万9,000人、興行収入1億1,700万円を記録し、興行通信社の調査による映画観客動員ランキングでは4位にランクダウンしたが、公開から44日目となる2017年5月28日時点の累計で、観客動員数が494万8,389人、興行収入が63億5,090万2,500円に到達した事が翌29日になって東宝より明らかにされ、この時点でシリーズ最高記録であった前作『純黒の悪夢』の興収63億3,000万円を上回った。これにより、第17作『絶海の探偵』から5年連続となるシリーズ最高記録更新を達成した。
公開から47日目となる2017年6月1日には累計観客動員数500万人を突破したことが発表され、公開51日目の2017年6月4日には累計興行収入が65億円に到達。また、2017年6月17日と翌6月18日の観客動員ランキングでは10位にランクインし、この時点でシリーズ最長となる10週連続トップ10入りを記録した。
2017年7月24日には配給の東宝より、同年上半期に公開された作品の興行収入が発表され、この時点での興収が68億7,000万円と判明。更に2017年8月14日には同年上半期の邦画興行収入ベストテンも発表され、本作は第1位を獲得した。なお、次作『ゼロの執行人』の公開が発表された際には、本作の累計興行収入は68億8,000万円と報道されたが、その後に更新された興行通信社の「歴代興収ベスト100」やシネマトゥデイ及び産経新聞の記事では68億9,000万円と記載されており、2018年1月に映連から発表された興行収入も68億9,000万円であった。

## 評価
ぴあの調査による初日満足度ランキングでは満足度92.2ポイントを獲得し、第1位となっている。また、公開初日に東宝の行なったアンケートでは満足度が「96.1%」に達し、回答者の「93.8%」が「人にすすめる」と回答したということも明らかとなっている。
2018年1月15日にはグランドプリンスホテル新高輪での記者会見にて、同年3月2日に同ホテルの国際館パミールにて開催される第41回日本アカデミー賞の優秀アニメーション作品賞を受賞したことが発表された。
2018年5月、原作の青山剛昌、プロデューサーの近藤秀峰（小学館）、米倉功人（読売テレビ）、石山桂一（トムス・エンタテインメント）の4名に、優れた業績を残した映画製作者を対象とした第37回藤本賞が贈られ、青山は藤本賞を「映画界の沢村賞」に例え受賞を喜んだ。

## テレビ放送
本作がテレビで放送された際の字幕は、コナン（新一）が黄色、平次が水色、和葉が緑色、それ以外は白色で表記された（テレビアニメ本編では小五郎が水色、蘭が緑色）。
| 回数 | 番組名（放送枠名） | 放送形態 | 放送日        | 放送時間（JST） | 放送分数 | 平均世帯視聴率 | 備考 |
| ---- | ------------------ | -------- | ------------- | --------------- | -------- | -------------- | --- |
| 1    | 金曜ロードSHOW!    |          | 2018年4月20日 | 21:00-22:54     | 114分    | 10.8%          | 当初は同日公開の『ゼロの執行人』に合わせて4月13日に放送される予定だったが、同年4月5日に逝去したアニメ監督の高畑勲追悼企画として急遽『火垂るの墓』が放送されることが決定し、1週延期となった。 |